# Jakob Schubert
Jakob Schubert (Innsbruck, 31 de desembre de 1990) és un escalador professional austríac. Ha estat campió del món (2012, 2018, 2021) i guanyador de la Copa del Món (2011, 2014, 2018) d'escalada de dificultat. L'agost de 2021 va guanyar la medalla de bronze als Jocs Olímpics d'Estiu de 2020 a Tòquio. A finals de 2022, Shubert havia guanyat més medalles d'or masculines de l'IFSC que qualsevol escalador de la història.

## Trajectòria
Schubert va començar a escalar l'any 2003, quan tenia dotze anys. El 2004, va participar en la Copa d'Europa Juvenil i al Campionat del Món Juvenil. Des del 2007 participa habitualment a les competicions de la Copa del Món d'escalada de dificultat. Del 2007 al 2016 també va competir en escalada en bloc.
El 2011, va guanyar la Copa del Món d'escalada de dificultat i la medalla de plata al Campionat del Món d'escalada de dificultat a Arco. Aquesta la va aconseguir de manera excepcional en guanyar fins a set competicions consecutives en aquella temporada (Alexandre Chabot n'havia guanyat sis el 2002). El 2012, va guanyar el Campionat del Món d'escalada de dificultat a París.
El 2018, quan tenia 27 anys, va tornar a ser campió del món, a la seva ciutat natal. Va obtenir el títol aconseguint a la prova final la mateixa puntuació que Adam Ondra (36+), però amb una puntuació més alta a la semifinal. Uns dies més tard, en la mateixa competició, també va conquerir el títol de la prova combinada en quedar segon en escalada de velocitat, primer en escalada en bloc i segon en dificultat.
L'actuació de Schubert als Campionats del Món d'Escalada IFSC 2019 el va classificar per als Jocs Olímpics de Tòquio 2020, on va guanyar la medalla de bronze.

## Escalada en roca
9b+ (5.15c):
- Perfecto mundo – Margalef - 9 de novembre de 2019 – Tercera ascensió (primera d'Alexander Megos)

9b (5.15b):
- Neandertal – Santa Linya – 28 de desembre de 2018 – Segon ascens després de Chris Sharma
- El bon combat – Cova de I'Ocell – 1 de desembre de 2018 – Segon ascens després de Chris Sharma
- Stoking the fire – Santa Linya – 5 de gener de 2018 – Tercera ascensió (la primera de Chris Sharma el 2013)
- La planta da Shiva – Villanueva del Rosario – 4 de gener de 2016 – Segon ascens després d'Adam Ondra
- Fight or flight– Oliana – 31 de desembre de 2014 – Tercera ascensió (primera de Chris Sharma el 2011)